# Arco do Triunfo de Moscou

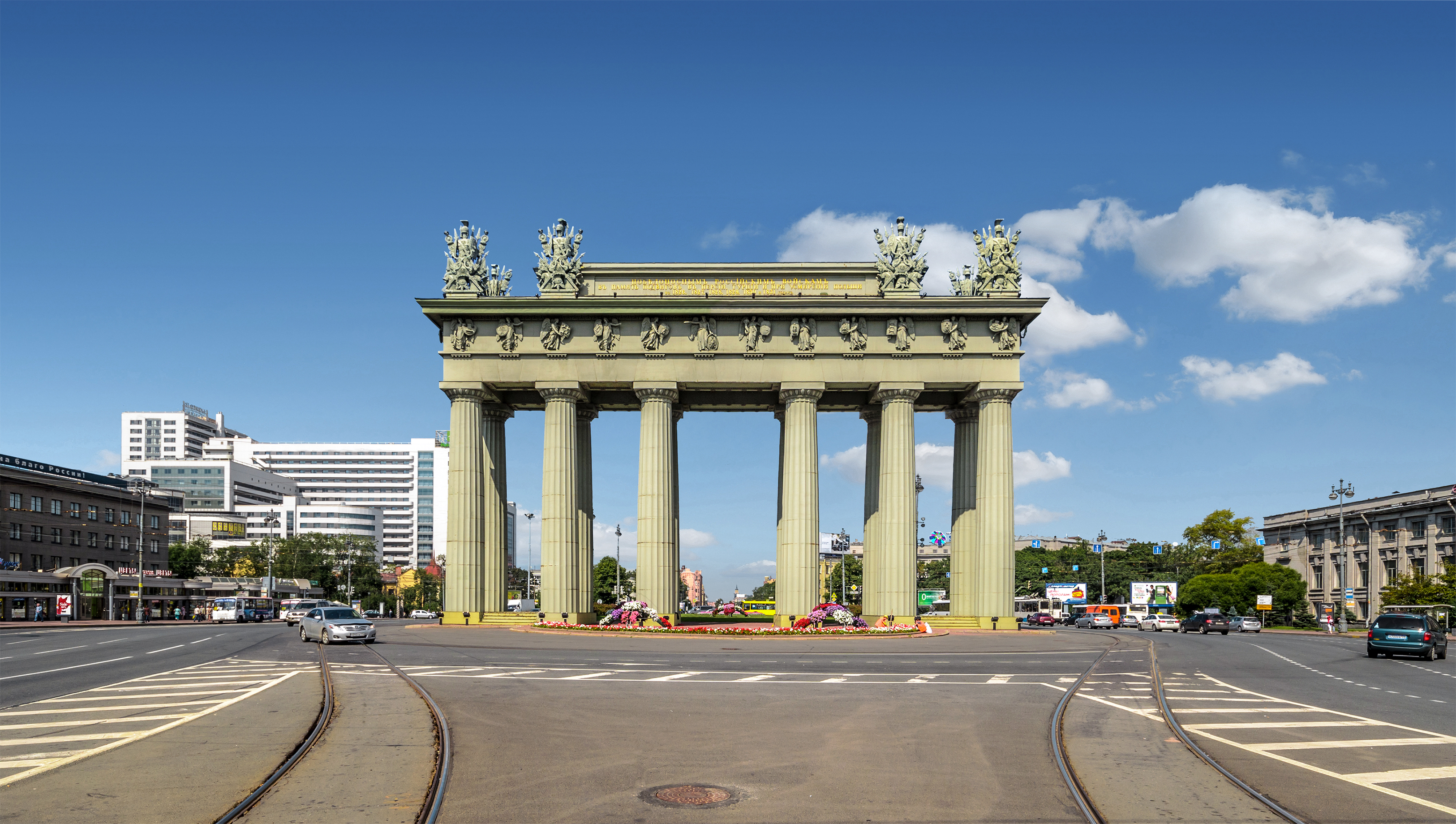
O Arco do Triunfo de Moscou.

O Arco do Triunfo de Moscou (em russo: Московские Триумфальные ворота) é um arco do triunfo neoclássico em São Petersburgo, na Rússia. O monumento - construído principalmente em ferro fundido - foi erguido entre 1834 e 1838 em memória da vitória russa na Guerra Russo-Turca (1828–1829).

## Século XIX
No início, o portão triunfal deveria ser erguido no Canal Obvodny, mas à medida que a cidade se expandia mais para o sul, o local para o portão foi movido para a interseção da rodovia de Moscou (hoje: a Moskovsky Prospekt) e o Canal Ligovsky. Além disso, dois postos de guarda foram erguidos em ambos os lados da estrada de Moscou. Desta forma, o monumento não só se tornou uma estrutura triunfal, mas também uma entrada para a capital imperial.
O Arco do Triunfo de Moscou foi projetado pelo arquiteto russo Vasily Stasov, que também foi responsável pelo redesenho do Arco do Triunfo de Narva em São Petersburgo. Stasov, um expoente do estilo Império, originalmente desenvolveu dois desenhos diferentes para o arco antes que o modelo de tamanho completo de um dos desenhos foi erguido. O projeto foi confirmado em 14 de setembro de 1834. No ano seguinte, o escultor neoclássico Boris Orlovsky desenvolveu modelos dos detalhes da escultura do arco, incluindo troféus de guerra e figuras de gênios.
O principal material a ser usado na construção do arco era ferro fundido. As fundições para as extremidades das colunas e paredes localizadas acima das cornijas, a forja a partir das folhas de detalhes de escultura de cobre, incluindo figuras de gênios, troféus e parte superior das colunas foram produzidas em uma fábrica local. O ferro para as colunas foi fundido em outra fábrica local.

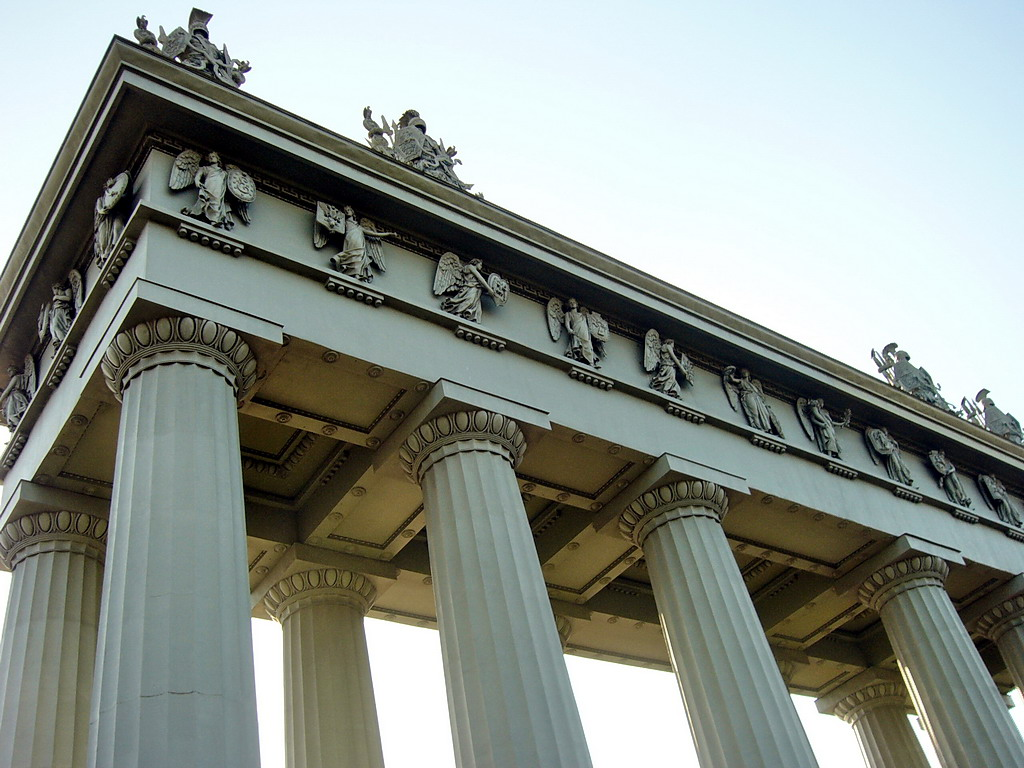
O topo do arco.

Cada coluna é composta por nove blocos separados juntamente com os troncos e as unidades superiores das colunas. As 12 colunas pesam aproximadamente 450 toneladas. A primeira coluna foi erguida em 14 de julho de 1836. O arco foi aberto finalmente dois anos mais tarde, em 16 de outubro de 1838. Naquele tempo, o arco de Moscou era a maior estrutur no mundo feita do ferro de molde.
O pórtico monumental feito das poderosas colunas simbolizava a grandeza e a glória do exército russo. O tema da vitória da guerra foi ainda sublinhado com as composições esculturais de troféus de guerra, sinais e armas. O uso de um friso no monumento, de 30 figuras escultóricas de gênios feitos de folhas de cobre de sete modelos diferentes, foi considerado uma inovação arquitetônica.
Sendo erguido como um memorial de uma vitória militar, o principal conceito por trás do portão foi a ostentação do poder estatal. Este conceito é inerente à maioria dos projetos de Stasov em São Petersburgo, tais como os Quartéis Paulinos (1817-1821), a Catedral da Trindade (1827-1829), a Catedral da Transfiguração (1828-1835) e o Arco do Triunfo de Narva (1827-1834).

## Século XX
Em 1936, durante o período da concentração de poder sobre a liderança de Leningrado por Joseph Stalin , o histórico arco foi desmontado com planos para o mover ao parque Praça de Moscou. Mais tarde, durante o cerco de Leningrado em 1941, quando o exército alemão se aproximou dos arredores de Leningrado, os blocos de ferro fundido do portão foram utilizados na criação de uma estrutura defensiva anti-tanque perto da fronteira sul da cidade, ajudando a repelir os alemães durante o cerco. O portão foi restaurado de 1958 a 1960. Um grupo de restauradores liderados pelo arquiteto Ivan Kaptsyug - que tinha sido responsável pela restauração do destruído Palácio de Constantino entre 1949 e 1956 - conseguiu recriar a maioria dos detalhes escultóricos perdidos do monumento. As colunas, os frisos e as cornijas novas foram moldados na Fábrica de Kirov em Leningrado.